# Murat III.
Murat III., (turško مراد ثالث , Murād-i sālis, III. Murat) sultan Osmanskega cesarstva, * 4. julij 1546, Manisa, Anatolija, Osmansko cesarstvo, † 15. januar 1595, Istanbul, Osmansko cesarstvo.
Murat je bil najstarejši sin sultana Selima II. (1566-1574) in valide sultan Nur-Banu, Benečanke, rojene kot Cecilia Venier-Baffo. Njegovo avtoriteto so rušili vplivi iz harema, predvsem vpliv njegove matere, kasneje pa tudi vpliv najljubše žene Safiye Sultan, tudi Benečanke s pravim imenom Sofia Baffo. Državo je do svoje smrti de facto vodil mogočni veliki vezir Mehmed Paša Sokolović, ki je služil tudi Muratovemu očetu Selimu II. in staremu očetu Sulejmanu I. Za Muratovo vladanje so značilne vojne s Perzijo in Avstrijo, upadanje gospodarstva in razpadanje državnih institucij.
Bil je znan ženskar, ki je imel največji in najbolj prestižen harem na svetu, v njem pa več kot 1.200 najlepših žensk, kar se jih je dalo kupiti na tržnicah s sužnji. Čeprav je cesarstvo propadalo, je večino časa preživel v haremu, državniške posle pa je po smrti Mehmed Paše Sokolovića prepuščal svojim ljubljencem in korupciji. Posledica takšnega načina življenja je bila, da je imel kar 103 otroke. Po smrti ga je nasledil sin Mehmed III.